# Marie Dymáčková
Marie Dymáčková (* 30. srpna 1932) byla česká a československá politička Komunistické strany Československa a poslankyně Sněmovny lidu Federálního shromáždění za normalizace.

## Biografie
K roku 1981 se profesně uvádí jako ošetřovatelka dojnic.
Ve volbách roku 1981 zasedla do Sněmovny lidu (volební obvod č. 71 – Chotěboř, Východočeský kraj). Mandát obhájila ve volbách roku 1986 (obvod Chotěboř). Ve Federálním shromáždění setrvala do konce funkčního období, tedy do svobodných voleb roku 1990. Netýkal se jí proces kooptací do Federálního shromáždění po sametové revoluci.